# Gargån
Gargån är en mindre skogsälv i södra Lappland. Gargån är Vindelälvens näst största biflod efter Laisälven (från vänster). Längd ca 80 km. 
Gargån rinner upp i sjön Gárggure (Gargaure) i Arjeplogs kommun och mynnar i Vindelälven söder om Gargnäs i Sorsele kommun.